# 1978 في جنوب إفريقيا
فيما يلي قوائم الأحداث التي وقعت خلال عام 1978 في جنوب أفريقيا.

## سياسة

### تعيين في المنصب
- 10 أكتوبر – ب. ج. فورستر رئيس الدولة في جنوب أفريقيا.

### انتهاء فترة المنصب
- 2 أكتوبر – ب. ج. فورستر رئيس وزراء جنوب أفريقيا [الإنجليزية]‏.

## رياضة
- 4 مارس – جائزة جنوب أفريقيا الكبرى 1978 الفائز روني بيترسون.

## مواليد

### يناير
- 6 يناير – جون باور خزاف جنوب أفريقي.
- 6 يناير – هيذر فورد
- 11 يناير – تاكالاني ندلوفو ملاكم جنوب أفريقي.
- 21 يناير – سفين شميد مبارز بالسيف ألماني.

### فبراير
- 25 فبراير – إتيان فان دير ليند
- 28 فبراير – روون فرنانديز لاعب كرة قدم جنوب أفريقي.

### مارس
- 12 مارس – ريكاردو كاتزا لاعب كرة قدم جنوب أفريقي.
- 25 مارس – كرايغ بيانكي لاعب كرة قدم جنوب أفريقي.

### أبريل
- 3 أبريل – جون سميت لاعب رغبي جنوب أفريقي.

### مايو
- 23 مايو – جاستن باور لاعب كرة مضرب جنوب أفريقي.

### يونيو
- 3 يونيو – ستيوارت أبوت
- 6 يونيو – ستيفن بوش مصور جنوب أفريقي.
- 6 يونيو – كيفن إيفانز دراج جنوب أفريقي.
- 12 يونيو – غاري سافاج لاعب كركيت أرجنتيني.

### يوليو
- 14 يوليو – دارين بيك لاعب غولف أسترالي.

### أغسطس
- 15 أغسطس – راي ديلان مغني جنوب أفريقي.

### سبتمبر
- 20 سبتمبر – دونوفان هنري لاعب كريكت جنوب أفريقي.
- 21 سبتمبر – الكسندر جوستين متزحلق جبال الألب جنوب أفريقي.
- 24 سبتمبر – برادلى أوجست لاعب كرة قدم جنوب أفريقي.

### ديسمبر
- 11 ديسمبر – جيسيكا هينز ممثلة جنوب أفريقية.
- 17 ديسمبر – ماثيو ستريت لاعب كريكت جنوب أفريقي.
- 18 ديسمبر – سيسيل ويرسون لاعب كرة قدم جنوب أفريقي.
- 21 ديسمبر – شون مورغان موسيقي جنوب أفريقي.

## وفيات

### يناير
- 1 يناير – تشارلز مانينغ (مواليد 1894) أكاديمي جنوب أفريقي.
- 8 يناير – ريك تورنر (مواليد 1942) فيلسوف جنوب أفريقي.

### مايو
- 24 مايو – بروس ماكنزي (مواليد 1919) سياسي كيني.

### يونيو
- 28 يونيو – ليزلي براون (مواليد 1893)